# زیتا پرتسل
زیتا پرتسل (مجاری: Zita Perczel؛ ۲۶ آوریل ۱۹۱۸ – ۴ آوریل ۱۹۹۶) بازیگر اهل مجارستان بود.
از فیلم‌ها یا برنامه‌های تلویزیونی که وی در آن نقش داشته‌است، می‌توان به کرکس و خودروی رؤیایی اشاره کرد.